# Acanthocephaloides incrassatus
Acanthocephaloides incrassatus är en hakmaskart som först beskrevs av Raffaele Molin 1858.  Acanthocephaloides incrassatus ingår i släktet Acanthocephaloides och familjen Arhythmacanthidae. Inga underarter finns listade i Catalogue of Life.